# Вијетнамци у Чешкој
Вијетнамци у Чешкој Републици, укључујући држављане и недржављане, трећа су по величини етничка мањина у земљи укупно (после Словака и Украјинаца), а према попису из 2011. броји више од 83.000 људи.
То је трећа по величини вијетнамска дијаспора у Европи, после Немачке и Француске, и једна од најмногољуднијих вијетнамских дијаспора на свету.
Према попису из 2001. године, у Чешкој је живело 17.462 етничка Вијетнамаца. Вијетнамско становништво је од тада веома брзо расло, а чешки завод за статистику процењује да је у Чешкој у децембру 2020. било 62.842 држављана Вијетнама (не укључујући оне са чешким држављанством). Нгујен, најчешће вијетнамско презиме, сада је 9. најчешће презиме у Чешкој.

## Географија
Највећа група Вијетнамаца (13.995 2020.) живи у Прагу, а 2% становништва Карлових Вари има вијетнамско држављанство, при чему је погранични град Хеб главни центар за Вијетнамце. Град Варнсдорф такође има значајно вијетнамско становништво.

## Рефернеце
1. 1 2  „Foreigners by type of residence, sex and citizenship” (PDF). Czech Statistics Office. 31. 10. 2009. Архивирано из оригинала (PDF) 15. 07. 2021. г. Приступљено 2010-02-01.
2. ↑  Nozina, Miroslav (2001). „The Dragon and the Lion: Vietnamese Organized Crime in the Czech Republic”. Think Magazine (44). Приступљено 2008-02-01.
3. ↑  „First Vietnamese pagoda opens in Czech Republic”. Thanh Nien News. Vietnam National Youth Federation. 26. 1. 2008. Архивирано из оригинала 2008-01-31. г. Приступљено 2008-02-01.
4. ↑  „Other languages in the Czech Republic”. The Euromosaic Study. European Commission. 27. 10. 2006. Архивирано из оригинала 2008-04-05. г. Приступљено 2008-02-01.
5. ↑  „Nguyen je devátým nejčastějším příjmením v Česku, poráží i Procházky”. Mladá fronta DNES (на језику: чешки). Czech Republic. 8. 6. 2011. Приступљено 19. 11. 2013.
6. ↑  2011 Czech census results by citizenship Архивирано 4 новембар 2013 на сајту